# Melanaspis sitreana
Melanaspis sitreana är en insektsart som först beskrevs av Hempel 1932.  Melanaspis sitreana ingår i släktet Melanaspis och familjen pansarsköldlöss. Inga underarter finns listade i Catalogue of Life.